# Institut français d'Estonie
 (septembre 2015).
Si vous disposez d'ouvrages ou d'articles de référence ou si vous connaissez des sites web de qualité traitant du thème abordé ici, merci de compléter l'article en donnant les références utiles à sa vérifiabilité et en les liant à la section « Notes et références ».
Pour les articles homonymes, voir IFE.
L'Institut Français d’Estonie ou IFE (estonien : Prantsuse Instituut Eestis) a été fondé en 1992 à Tallinn pour promouvoir la coopération culturelle, scientifique, universitaire et linguistique entre la France et l'Estonie,. 

## Présentation
L’Institut français d’Estonie fait partie du réseau culturel français à l’étranger qui compte plus de 200 antennes Institut français dans le monde et près de 1000 Alliances françaises. Il s’inscrit dans une démarche d’échanges culturels, linguistiques et scientifiques.
Depuis sa création, il se trouve au numéro 4 de la rue Kuninga, en plein cœur de Tallinn. Son bâtiment, ainsi qu’une grande partie du centre historique, a été inclus dans la liste du patrimoine mondial de l’Unesco. Avant d’accueillir l’Institut français d’Estonie, les locaux abritaient un magasin de musique, au rez-de-chaussée, et un studio d’enregistrement au premier étage. Le bâtiment a été entièrement ravalé en 2017.
L'institut a été inauguré le 14 mai 1992 par Roland Dumas ministre d’État et des Affaires étrangères français en présence de Jaan Minitski ministre estonien des Affaires étrangères, Märt Kubo ministre de la Culture et Rein Loik ministre de l’Éducation nationale de la république d’Estonie. 
Cette inauguration coïncidant avec la visite d'État du président de la République française en Estonie, le président de la République française de l’époque, François Mitterrand, fut également présent lors de l'inauguration, qui représenta le lancement des travaux au sein de l’institut - son ouverture au public n’ayant eu lieu qu’un an plus tard, le 30 juin 1993.

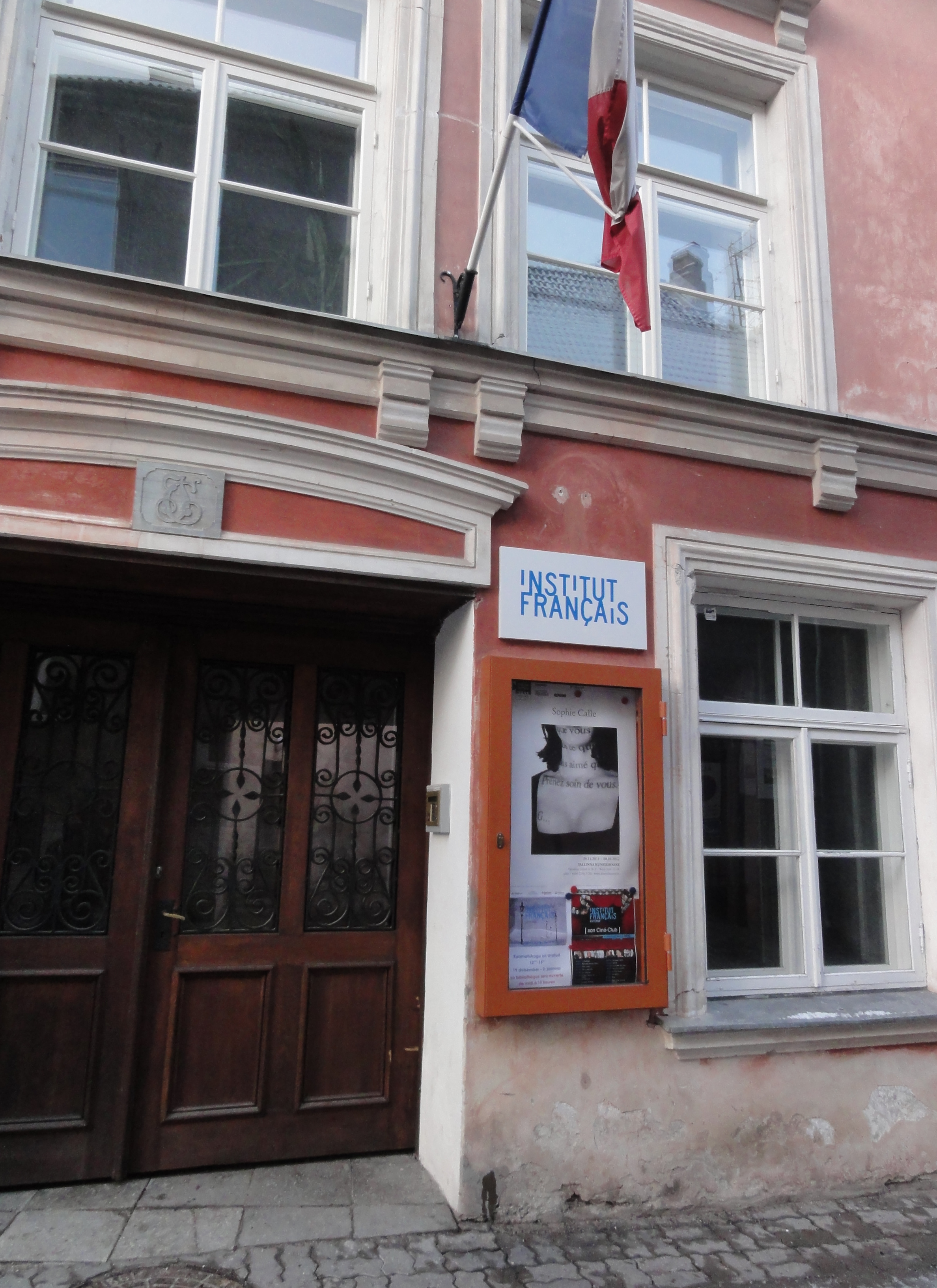
Entrée de l'Institut Français d'Estonie (2012)
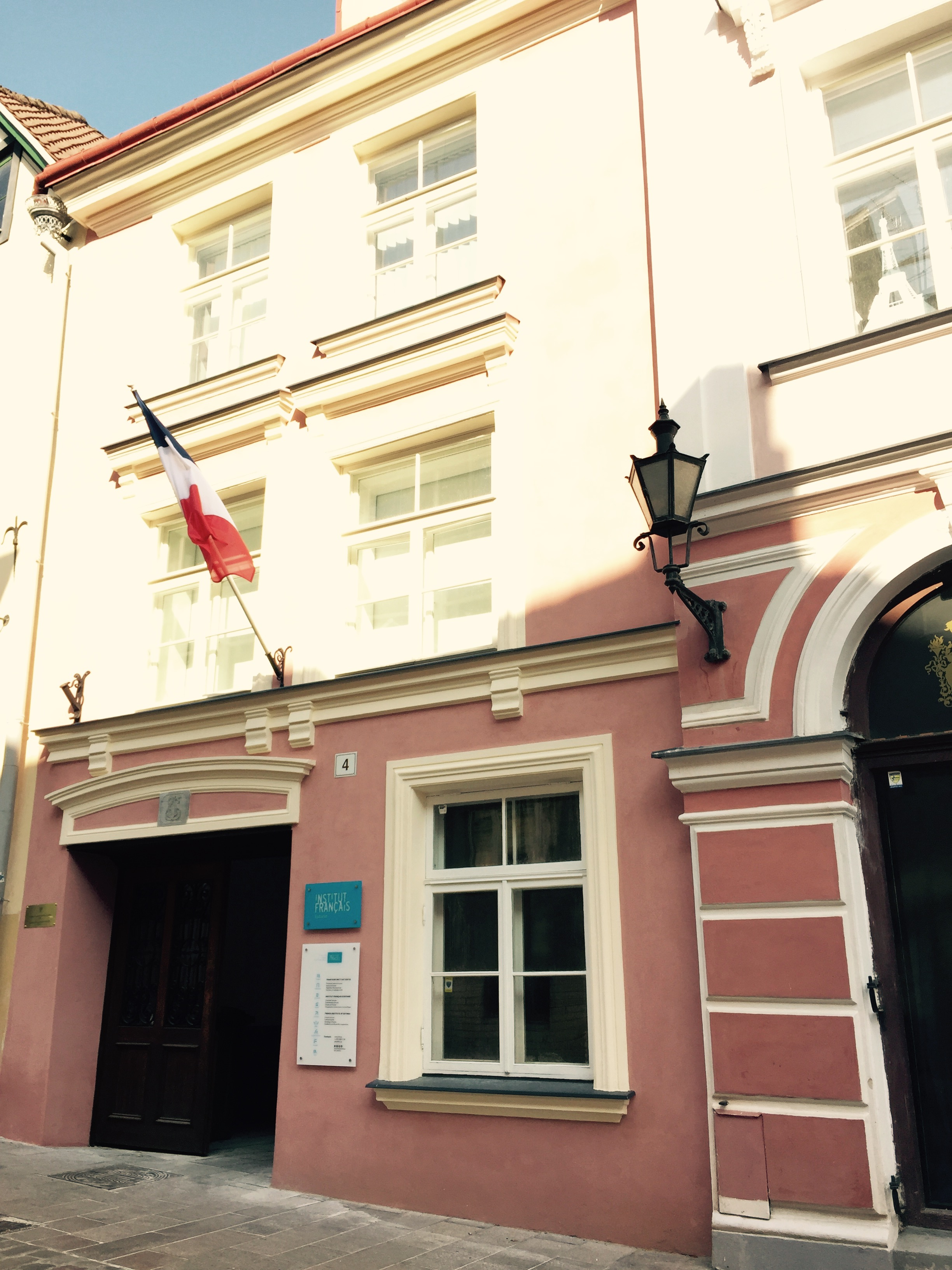
Façade de l'institut Français d’Estonie (2017)

## Missions de l'Institut français d'Estonie

### Coopération culturelle
L’Institut français d’Estonie (IFE) a pour mission principale de promouvoir la culture française sur le territoire estonien. Pour cela, il met en place de nombreuses coopérations culturelles et artistiques notamment dans les domaines des musiques actuelles, du théâtre, du cinéma, du design, de l’architecture, de l’urbanisme ou encore de manière générale dans toutes les industries créatives.
L’Institut collabore à de nombreux festivals en Estonie, en soutenant la présence d'artistes et de productions françaises. Parmi les festivals partenaires, on peut citer :
- Le festival Jazzkaar, un festival de musique jazz ayant lieu, chaque année, dans plusieurs villes d’Estonie, au printemps et en hiver.
- Le festival Tallinna Pimedate Ööde Filmifestival  (PÖFF) ou Festival du film des Nuits Noires de Tallinn, un festival international de cinéma dont la mission est de faire découvrir au public une large sélection de films du monde entier, et de favoriser les échanges avec les réalisateurs.

Des débats d’idées sont également organisés chaque année, et depuis 2015, l'Institut assure la participation d'intervenants français de haut niveau lors de la Conférence annuelle des Droits de l'Homme qui est organisée sous le haut patronage de la présidente de la république d'Estonie. 

### Promotion de la littérature française et francophone
La médiathèque de l'Institut a été fermée en 2015. Une médiathèque en ligne est depuis 2014 mise à disposition du public : Culturethèque. Ce portail numérique assure l’accès à de nombreuses ressources en français, et sur tout le territoire estonien. 
L'Institut travaille en lien étroit avec les traducteurs et les maisons d’éditions souhaitant traduire et publier des ouvrages de littérature française. Il est possible aux traducteurs de déposer un dossier de demande de bourse de séjour du Centre national du livre qui leur permettra de séjourner en France afin de mener à bien un projet de traduction.
Un programme d’aide à la publication ou d’aide à la cession de droit (PAP) ouvert aux maisons d’éditions permet à l’Institut français à Paris, avec le concours de l'Institut français en Estonie, de soutenir le travail d’éditeurs estoniens qui mènent une politique de publication de titres traduits du français, afin de faciliter l’accès du public estonien à la littérature et la pensée française. Le programme d’aide à la publication local (PAP local) permet à l’Institut français d’Estonie de compléter le PAP classique.

### Langue française
L'enseignement du français langue étrangère (FLE) représente une part importante de l’activité de l’institut ; on dénombre près de 1000 inscriptions chaque année. L’Institut français d'Estonie propose des cours de langue pour tous les niveaux prévus par le Cadre européen commun de référence pour les langues ou CECR, de A1 à C2.  L’Institut est un centre d’examen officiel agréé où il est possible de passer et d’obtenir une certification en langue française comme le DELF-DALF. L’enseignement du français à l’Institut est certifié par le ministère estonien de l’Éducation.
Par ailleurs, l’attachée de coopération linguistique apporte un soutien direct à l’enseignement du français en milieu scolaire et dans l’enseignement supérieur, ainsi qu’un programme de formation au français pour la fonction publique estonienne.
L’IFE est en relation avec toutes les écoles (collège, lycée, université) d’Estonie enseignant le français. Pour Tallinn, il s'agit notamment de : 
- L’école Vanalinna Hariduskolleegium (VHK)
- L’école européenne de Tallinn (ouverture de la section française en septembre 2018)
- L’école Gustav Adolf

L'IFE met enfin en place des formations, chaque année, pour tous les enseignants de français d'Estonie (et pas uniquement les professeurs enseignant au sein de l'Institut). En décembre 2017, dans cette démarche de soutien et d'animation de l'ensemble des enseignants de français, l'Institut français d'Estonie lance la plateforme IF PROFS pour l'Estonie. 

### Coopération universitaire et scientifique
L’IFE aide les étudiants et chercheurs estoniens dans leurs recherches d’études ou leurs travaux de recherches en France.
La mission scientifique de l’Institut passe, par exemple, par le programme PHC Parrot. Il s’agit d’un programme qui vise à favoriser l’échange entre chercheurs français et estoniens.  L'objectif de ce programme est de développer les échanges scientifiques et technologiques d'excellence entre les laboratoires de recherche des deux pays, en favorisant les nouvelles coopérations. Tous les domaines scientifiques, y-compris les sciences humaines et sociales, sont concernés. L’IFE permet de financer la mobilité du chercheur d’un pays à un autre mais ne finance pas les travaux de recherches.
Un espace est dédié à Campus France, dans les locaux de l’IFE ; il s’agit d’un pôle d’informations concernant les études supérieures et les cours de français en France. Une permanence se tient chaque semaine.

### Coopération numérique et innovation technologique
La création d'un poste d’attaché de coopération pour l’innovation numérique en 2016 a permis de mettre en place une stratégie de promotion de l’expertise française dans ce domaine et de rapprochement entre décideurs et sociétés civiles des deux pays. Le poste bénéficie d'une double tutelle ambassade et institut français, prise en compte par sa stratégie. Le poste d'attaché innovation numérique a été occupé successivement jusqu'à présent par Geoffroy Berson, Sebastien Leroux, Nathan Marcel-Millet et Danaë Di Salvo, 
La stratégie du poste se décline en 3 objectifs : 
- sensibiliser le public estonien à l'expertise française sur des enjeux du numérique, des technologies émergentes et de l'innovation, porteurs dans les deux pays (tenue d'événements publics, publication de contenu en ligne, activité sur les réseaux sociaux)
- faciliter la coopération entre les décideurs français et estoniens (organisation de visites de travail, événements avec des institutions locales)
- rapprocher les sociétés civiles et faciliter leurs travaux (mise en contact des communautés d'activistes, événements avec des organisations indépendantes)

## Chronologie des directeurs
| Identité                | Période | Période |
| Identité                | Début   | Fin     |
| ----------------------- | ------- | ------- |
| Béatrice Boillot (d)    | 1991    | 1995    |
| Catherine Suard (d)     | 1995    | 1999    |
| Geneviéve Ichard (d)    | 1999    | 2003    |
| Jean-Louis Pelletan (d) | 2003    | 2007    |
| Denis Duclos (d)        | 2007    | 2011    |
| Bernard Paqueteau (d)   | 2011    | 2015    |
| Anne Chounet-Cambas (d) | 2015    | 2019    |
| Éric Bultel (d)         | 2019    | 2023    |
| Emmanuel Rimbert (d)    | 2023    |         |